# 안드레이 그레치코

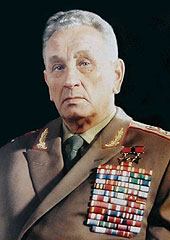
안드레이 그레치코

안드레이 안토노비치 그레치코(러시아어: Андре́й Анто́нович Гречко́, 1903년 10월 17일 ~ 1976년 4월 26일)는 소비에트 연방의 국방장관을 역임한 군사지휘관이었다. 소비에트 연방원수의 계급까지 올랐다.
러시아 제국 로스토프나도누에서 우크라이나인 농부의 아들로 태어났고, 1919년 소련군에 입대하여 유명했던 부됸니의 제1기병대 소속으로 러시아 내전에 참전했다. 내전 이후 타간로그의 기병학교에서 학습하였고, 1928년에는 소련 공산당에 가입하였다. 1936년에는 고급지휘관 코스인 프룬제 군사 아카데미를 졸업하였다. 이후 소련군 참모 학교를 1941년에 졸업하였다. 곧 얼마 안있어 독소 전쟁이 발발하였다.
그리츠코는 제34 기병사단의 사단장으로서 전쟁을 맞았고, 키예프 전투에 참가하였다. 1942년 1월 15일은 제5 기병군단의 사령관에 임명되었고, 이후 차례로 12군, 47군, 18군, 56군의 사령관을 역임하였다. 이 부대들은 모두 북코카서스 전선군에 소속되어 있었으며, 그레치코는 부대 지휘에서 두각을 나타내었다.
1943년 10월 그레치코는 제1 우크라이나 전선군 부사령관에 임명되었고, 12월에는 제1 친위군의 사령관에 임명되었다. 제1 친위군은 이반 페트로프 상급대장이 지휘하는 제4 우크라이나 전선군에 소속되어 있었으며, 헝가리와 오스트리아를 점령하는 것으로 종전을 맞았다.
종전 이후, 1953년까지 그레치코는 키에프 군관구의 사령관으로 재임했고, 1953-1957년에는 주동독 소련군 총사령관을 역임하였다. 1955년에는 소련 원수의 계급으로 승진했고, 1957-1960년에는 소련 육군 총사령관, 1960-1967년에는 바르샤바 조약 기구 총사령관, 1967년에는 소련 국방장관에 임명되었다. 그레치코는 임종시까지 국방장관으로 재임하였다. 또한 소련의 제2차 세계 대전 전사(戰史) 편집 위원회의 의장으로 재임하기도 하였다. 당직으로도 승진하여 1973년 소련공산당의 정치국 위원이 되었다. 이는 군인으로서는 게오르기 주코프 원수 이래 처음 있는 일이었다.
그레치코는 국방장관 재임당시 소련군의 현대화에 많은 공헌을 하였고, 사망 후에 크렘린 벽묘지에 안장되었다.
| 전임 이반 코네프 | 제2대 바르샤바 조약기구 통합군 최고사령관 1960년 ~ 1967년 | 후임 이반 야쿠봅스키 |

| 전임 로디온 말리놉스키 | 제4대 소련의 국방장관 1967년 3월 31일 ~ 1976년 4월 26일 | 후임 드미트리 우스티노프 |